# La Cenerentola (Oper)
La Cenerentola, ossia La bontà in trionfo (deutsch: Aschenputtel, oder Der Triumph des Guten) ist eine Oper (Originalbezeichnung: „melodramma giocoso“) in zwei Akten von Gioachino Rossini. Das Libretto von Jacopo Ferretti basiert auf Charles Perraults Fassung des Märchens Cendrillon und einigen älteren Libretti wie dem zu Nicolas Isouards Cendrillon. Die Uraufführung erfolgte am 25. Januar 1817 im Teatro Valle in Rom.

## Handlung
Der Inhalt der Oper basiert auf dem Märchen Cendrillon (Aschenputtel) aus der Sammlung Charles Perraults, woraus jedoch alle Elemente von Phantastik und Magie entfernt wurden. Die böse Stiefmutter, die in anderen Fassungen des Märchens bereits durch einen Stiefvater ersetzt wurde, ist hier ein verarmter Adliger.:220 Die Rolle der Fee übernimmt der Lehrmeister des Prinzen, Alidoro.:71 Der vom Prinzen zu suchende Pantoffel wurde durch einen Armreifen ersetzt.
Die folgende Inhaltsangabe basiert auf dem Libretto der Urfassung von 1817.

### Erster Akt
Alter ebenerdiger Saal im Schloss des Barons mit fünf Türen; links ein Kamin, ein Spiegeltisch, ein Blumenkörbchen und Stühle
Szene 1. Im heruntergekommenen Schloss des Don Magnifico putzen sich dessen Töchter Clorinda und Tisbe heraus (Introduktion: „No no no: non v’è, non v’è“), während ihre in Lumpen gekleidete Stiefschwester Cenerentola bei der Hausarbeit das Lied von der Liebe eines Königs zu einem einfachen Mädchen singt („Una volta c’era un Re“). Der Philosoph Alidoro kommt, als Bettler verkleidet, um eine geeignete Frau für seinen Prinzen zu suchen. Cenerentola offeriert ihm Kaffee und Brot, die geizigen Stiefschwestern gehen daraufhin auf sie los und schlagen auf sie ein. In diesem Augenblick überbringen Abgesandte des Prinzen die Einladung zu einem Ball, auf dem dieser die Schönste im Lande zu seiner Braut erwählen will.
Szene 2. Miteinander streitend eilen Clorinda und Tisbe zu ihrem Vater und stören ihn aus einem Traum auf, der ihm – in Gestalt eines Esels – eine glänzende Zukunft zu verheißen scheint (Cavatine: „Miei rampolli femminini“). Seine Töchter erzählen ihm von der Einladung.
Szene 3. Unterdessen kommt, als Diener verkleidet, Don Ramiro ins Haus und findet es scheinbar verlassen vor (Anfang des Duetts Ramiro/Cenerentola: „Tutto è deserto“).
Szene 4. Don Ramiro ist bei der ersten Begegnung von Cenerentolas schlichter Anmut verzaubert, obwohl sie in Verwirrung gerät, als sie ihm ihren Namen und ihre Herkunft nennen soll (Fortsetzung des Duetts: „Un soave non so che“).
Szene 5. Don Magnifico erscheint und erkundigt sich bei Don Ramiro nach dem Prinzen. Er drängt seine Töchter zur Eile.
Szene 6. Begleitet von Höflingen tritt Don Ramiros Diener Dandini, als sein Herr verkleidet, mit großem Pomp auf, um die Töchter Don Magnificos auf das Schloss zu führen (Chor und Cavatine: „Scegli la sposa, affrettati“ – „Come un’ape ne’ giorni d’aprile“). Als Cenerentola darum bittet, nur für eine Stunde mitkommen zu dürfen, und Alidoro durch eine Eintragung in einem dicken Buch nachweist, dass Don Magnifico drei Töchter haben müsse, erklärt dieser herzlos, die dritte Tochter sei tot, und schickt Cenerentola zur Arbeit (Quintett: „Signore, una parola“ – „Nel volto estatico“). Schnell gehen alle außer Alidoro und Cenerentola ab.
Szene 7 (ursprüngliche Fassung). Alidoro tröstet Cenerentola mit dem Versprechen, sie zu dem Fest zu bringen (Arie: „Il mondo è un gran teatro“).
Szene 7b (spätere Fassung). Alidoro versichert Cenerentola, dass der Herr der Schöpfung es nicht zulasse, dass Unschuld zerstört werde (Szene und Arie: „Là del ciel nell’arcano profondo“).
Raum im Lustschloss Don Ramiros
Szene 8. Dandini mit Clorinda und Tisbe sowie Don Magnifico und Don Ramiro betreten das Schloss. Nachdem Dandini Don Magnifico von den hier vorhandenen Weinen vorgeschwärmt hat, verschwindet dieser im Weinkeller. Don Ramiro beauftragt Dandini, die Gäste genauestens zu beobachten und zieht sich zurück.
Szene 9. Der vermeintliche Prinz Dandini kann sich nur mit Mühe der beiden Schwestern erwehren, die jeweils ihre eigenen Vorzüge herauszustellen versuchen.

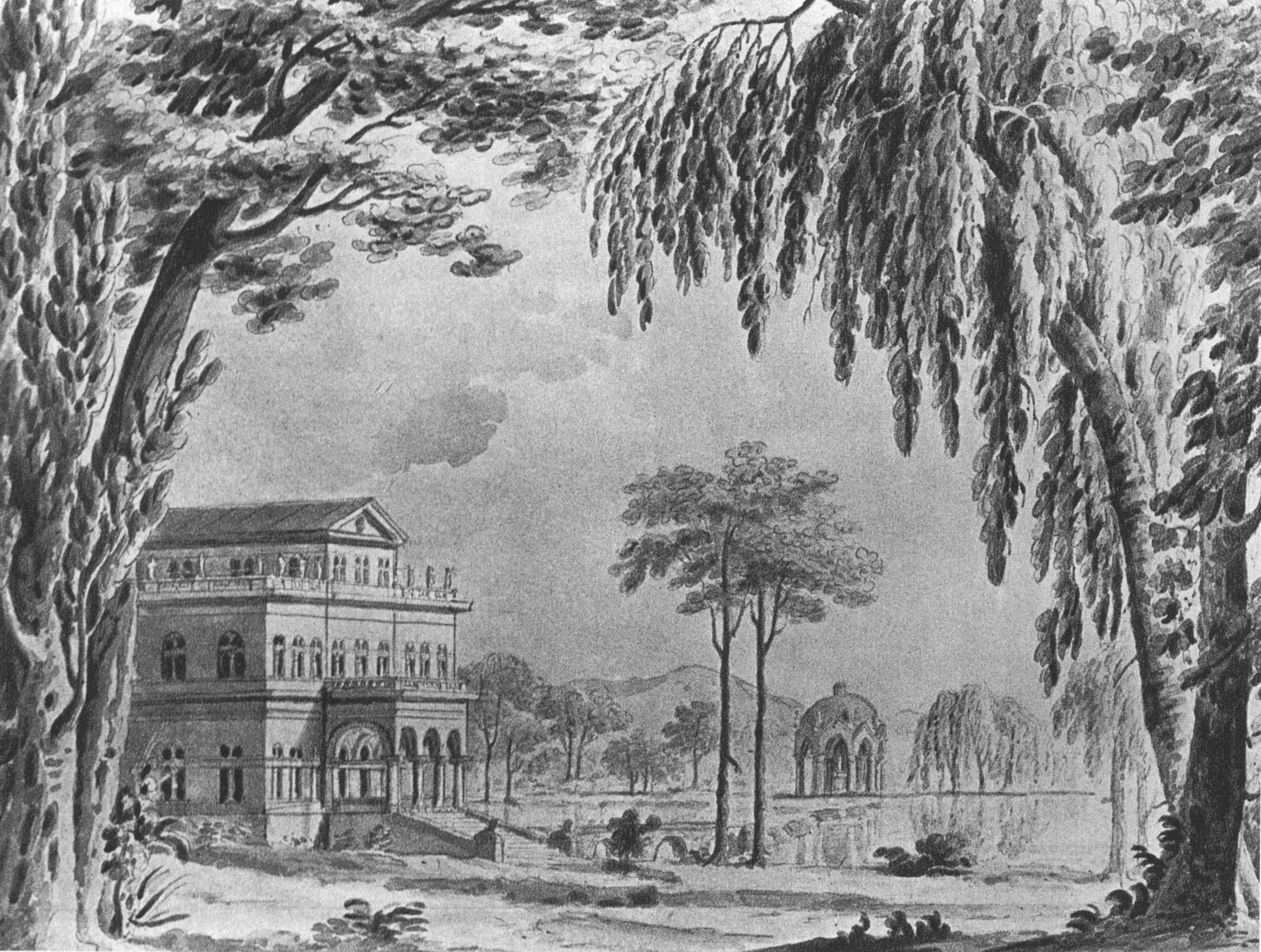
Alessandro Sanquirico: Bühnenbildentwurf, erster Akt, drittes Bild, Teatro alla Scala 1817

Nachmittags-Empfang im Haus des Prinzen Don Ramiro
Szene 10. Die Höflinge ernennen Don Magnifico, der sich durch den Weinkeller des Prinzen gezecht hat, zum Kellermeister (Finale I: „Conciossiacosacché trenta botti già gustò“). Er diktiert ihnen ein Dekret, in dem er die Verfälschung von Wein verbietet. Davon sollen sie 6000 Kopien anfertigen.
Szene 11. Don Ramiro lässt sich von Dandini seinen Eindruck von den Schwestern schildern (Duett: „Zitto zitto, piano piano“). Der fällt denkbar schlecht aus: Sie seien frech, launenhaft und eitel. Don Ramiro ist erstaunt, da Alidoro ihm versichert hat, dass er seine Braut unter den Töchtern des Barons finden werde.
Szene 12. Die beiden Schwestern umwerben Dandini erneut. Um sich ihnen zu entziehen, macht er den Vorschlag, dass die Verschmähte von beiden doch seinen Diener heiraten solle. Empört lehnen sie ab.
Szene 13. Da meldet Alidoro das Erscheinen einer unbekannten Dame, der nun festlich gekleideten Angelina. Nach einem Moment allgemeiner Unsicherheit lässt Dandini sie hereinführen.
Szene 14. Die anwesenden Edelleute sind beeindruckt von Angelinas Schönheit, die selbst durch ihren Schleier erkennbar ist. Auch Ramiro verschlägt es die Sprache.
Szene 15. Don Magnifico bereitet dem Schockzustand der anderen ein Ende, indem er sie zur Tafel ruft. Ihm ist die Ähnlichkeit der Unbekannten mit Cenerentola aufgefallen. Seine Töchter verwerfen diese Idee. Dandini fordert ebenfalls zur Tafel und zum anschließenden Tanz auf. Alle begeben sich wie verzaubert zum Essen (Tutti: „Mi par d’essere sognando“).

### Zweiter Akt
Kabinett im Palast Don Ramiros
Szene 1. Immer noch unter dem Eindruck der Schönheit der Unbekannten verabschieden sich die Edelleute (Chor: „Ah! della bella incognita“). Don Magnifico und seine beiden Töchter rätseln über die Identität der Schönen. Die beiden glauben nicht, dass sie sich Sorgen machen müssen. Ihr Vater bittet sie, ihn nach ihrem Aufstieg nicht zu vergessen und träumt von einem Leben in Reichtum (Arie: „Sia qualunque delle figlie“).
Szene 2. Auch Dandini macht nun Angelina den Hof, doch die bekennt ihm freimütig, dass sie seinen (vermeintlichen) Diener Ramiro liebe und an äußerlichem Reichtum nicht interessiert sei. Als Don Ramiro, der die Szene belauscht hat, hervortritt und ihr einen Antrag macht, gibt ihm Angelina einen Armreif, mit der Aufforderung, sie zu suchen. Wenn er sie, die den gleichen Armreif trage, gefunden habe und dann noch immer liebe, werde sie die Seine (Rezitativ: „E allor… se non ti spiaccio…“). Sie entschwindet. Don Ramiro schwört, sie wiederzufinden (Arie: „Sì, ritrovarla io giuro“).
Szene 3. Dandini und Don Ramiro tauschen erneut die Rollen. Don Magnifico drängt Dandini, ihm seine Entscheidung kundzutun. Darauf gibt sich Dandini dem verdutzten Baron als Diener zu erkennen (Duett: „Un segreto d’importanza“).
Szene 4. Alidoro wartet ungeduldig auf die Rückkehr Dandinis.
Ebenerdiger Kaminsaal im Haus Don Magnificos
Szene 5. Die wieder in Lumpen gekleidete Cenerentola reflektiert ihre Liebe zum Knappen des Prinzen (Canzone: „Una volta c’era un re“).
Szene 6. Auch die Stiefschwestern und der Vater sind inzwischen nach Hause zurückgekehrt. Wegen Cenerentolas Ähnlichkeit mit der Unbekannten werfen sie ihr böse Blicke zu.
Szene 7. Ein Unwetter zieht auf (Temporale/Sturmmusik). Infolgedessen hat die Kutsche des Prinzen einen Unfall. Er sucht mit seinem Knappen Schutz im Hause Don Magnificos, der sich über den unerwarteten Rollentausch wundert.
Szene 8. Als Cenerentola einen Sessel bringt, erkennt Don Ramiro sie und ihr Armband sofort wieder. Erneut herrscht allgemeine Verwirrung (Sextett: „Siete voi? / Voi prence siete?“ – „Questo è un nodo avviluppato“). Als die Schwestern und ihr Vater versuchen, die Lage zu retten, und Cenerentola vor den Augen des Prinzen herabwürdigen, gerät dieser in Zorn. Angelina jedoch bittet ihn um Vergebung für ihre Angehörigen: Das Gute soll triumphieren („Ah, signor, s’è ver che in petto“). Don Ramiro bittet Angelina, seine Frau zu werden und mit ihm gemeinsam zu herrschen. Er führt sie mit sich fort, gefolgt von Dandini und Don Magnifico.
Szene 9. Alidoro stellt die zurückgebliebenen Schwestern Tisbe und Clorinda zur Rede und erklärt ihnen ihr hartherziges Verhalten Angelina gegenüber. Sie müssen sich nun mit der geänderten Lage abfinden und vor dem Thron um Vergebung bitten. Für Clorinda ist das unerträglich. Sie hofft lieber auf eine Wendung des Schicksals (Arie: „Sventurata! mi credea“) und läuft davon. Tisbe dagegen hat ihren Stolz verloren. Sie erklärt sich einverstanden mit Alidoros Vorschlag.
Thronsaal im Palast Don Ramiros
Szene 10. Don Ramiro und Cenerentola sitzen reich gekleidet auf prächtigen Stühlen. Auf der rechten Seite befinden sich Dandini und die Edelleute. Don Magnifico steht verwirrt in einer Ecke. Auch Alidoro, Clorinda und die beschämte Tisbe erscheinen. Ein Chor über den Triumph des Guten eröffnet das Finale (Chor: „Della fortuna istabile“). Angelina bittet Don Ramiro erneut um Verzeihung für ihren Vater und ihre Schwestern („Nacqui all’affanno“ – „Non più mesta“). Die Oper endet mit einem Freudenchor.

## Gestaltung

### Instrumentation
Die Orchesterbesetzung der Oper enthält die folgenden Instrumente:
- Holzbläser: zwei Flöten / zwei Piccoloflöten, zwei Oboen, zwei Klarinetten, zwei Fagotte
- Blechbläser: zwei Hörner, zwei Trompeten, eine Posaune
- Streicher
- Continuo

### Musiknummern
Die Oper enthält die folgenden Musiknummern:
- Sinfonia (aus La gazzetta)

Erster Akt
- Introduktion: „No no no: non v’è, non v’è“ (Szene 1)
- Cavatine (Magnifico): „Miei rampolli femminini“ (Szene 2)
- Duett (Ramiro, Cenerentola): „Tutto è deserto“ (Szene 3) – „Un soave non so che“ (Szene 4)
- Chor und Cavatine (Dandini): „Scegli la sposa, affrettati“ – „Come un’ape ne’ giorni d’aprile“ (Szene 6)
- Quintett (Cenerentola, Magnifico, Dandini, Ramiro, Alidoro): „Signore, una parola“ – „Nel volto estatico“ (Szene 6)
- Arie (Alidoro): „Il mondo è un gran teatro“ (Szene 7, Musik: Luca Agolini)
- Finale I.
  - Chor: „Conciossiacosacché trenta botti già gustò“ (Szene 10)
  - Duett (Ramiro, Dandini): „Zitto zitto, piano piano“ (Szene 11)
  - Tutti: „Mi par d’essere sognando“ (Szene 15)

Zweiter Akt
- Introduktion. Chor der Edelleute (Chor): „Ah! della bella incognita“ (Szene 1, Musik: Luca Agolini)
- Arie (Magnifico): „Sia qualunque delle figlie“ (Szene 1)
- Rezitativ und Arie (Ramiro): „E allor… se non ti spiaccio…“ – „Sì, ritrovarla io giuro“ (Szene 2)
- Duett (Dandini, Magnifico): „Un segreto d’importanza“ (Szene 3)
- Canzone (Cenerentola): „Una volta c’era un re“ (Szene 5)
- Temporale/Sturmmusik: „Svergognata mia prole“ (Szene 7)
- Sextett: „Siete voi? / Voi prence siete?“ – „Questo è un nodo avviluppato“ (Szene 8)
- Arie (Clorinda): „Sventurata! mi credea“ (Szene 9, Musik: Luca Agolini)
- Finale II (Szene 10)
  - Chor: „Della fortuna istabile“
  - Rondo (Cenerentola, Chor): „Nacqui all’affanno“ – „Non più mesta“

### Musik
Obwohl die Originalbezeichnung als „dramma giocoso“ auf eine Opera buffa hinweist, handelt es sich bei La Cenerentola nicht um eine rein komische Oper. Don Magnifico und Dandini stehen zwar in der italienischen Buffo-Tradition, aber die Hauptfiguren Cenerentola und Don Ramiro sind gefühlvoll gezeichnet. Demnach handelt es sich eher um eine Opera semiseria. Mit dem gehobenen Koloraturstil der Titelrolle kommt zudem ein Element der Opera seria hinzu. Der Rossini-Biograph Richard Osborne bezeichnete La Cenerentola als die „menschlichste aller großen Komödien Rossinis“.:51
Erwähnenswerte Musiknummern sind:
- In der Cavatine des Magnifico „Miei rampolli femminini“ (erster Akt, Szene 2) bietet ein Traum den „Rahmen für eine Menge von Geplapper, gewandte Bläserpassagen, plötzliche ausgelassene Tutti, stolzierende Pizzicati und diese besondere Manie von verbaler und musikalischer Lautmalerei, die er nach wie vor so sehr schätzt.“[1]:223
- Das Duett Don Ramiro/Cenerentola „Un soave non so che“ (erster Akt, Szene 4) ist „ein exzellentes Beispiel für Rossinis Meisterschaft, ein geschickt charakterisiertes, dramatisches Ensemble zu entwickeln.“ Cenerentolas Verwirrung wird durch „sinnloses Plappern und sinkende Tonfolgen“ dargestellt.[1]:221
- Die Cavatine des Dandini „Come un’ape ne’ giorni d’aprile“ (erster Akt, Szene 6) ist eine „Parodie auf den Redeschwulst der Opera seria“.[1]:224
- Im Quintett „Signore, una parola“ (erster Akt, Szene 6) kommentiert das Orchester die Lügen von Cenerentolas Verwandten. Nach einer Generalpause folgt der Ensemblesatz „Nel volto estatico“ mit einer brillanten Stretta.[1]:221f[2]:72
- Das Duett „Zitto, zitto, piano, piano“ im Finale des ersten Aktes (Szene 11) gilt Richard Osborne als das „brillanteste[n] aller Rossinischen Verschwörungsduette“.[1]:224
- Die dreiteilige Arie Don Ramiros „Sì, ritrovarla io giuro“ (zweiter Akt, Szene 2) ist wegen ihrer vielen hohen Tenor-Töne bemerkenswert.[2]:72
- Das Duett (Dandini, Magnifico) „Un segreto d’importanza“ (zweiter Akt, Szene 3) muss Richard Osborne zufolge „als Höhepunkt in dieser oder jedweder anderen komischen Oper gelten“. Er hebt insbesondere den Übergang von Dandinis „un segreto d’importanza“ in Magnificos Stretta „Di quest’ ingiuria, di quest’ affronto“ hervor.[1]:223
- Im Sextett „Questo è un nodo avviluppato“ (zweiter Akt, Szene 8) drücken die Charaktere ihre Verblüffung in einem komischen Spiel mit dem gerollten italienischen „R“ aus.[2]:72
- Das Finale mit dem Schluss-Rondo „Nacqui all’affanno“ – „Non più mesta“ (zweiter Akt, Szene 10) ist eine große Szene für Cenerentola und das gesamte Ensemble.[2]:72

## Werkgeschichte
Das Libretto zu La Cenerentola stammt von Jacopo Ferretti. Es basiert auf Charles Perraults Märchen Cendrillon sowie zwei wenige Jahre älteren Libretti: Cendrillon von Charles-Guillaume Etienne, das 1810 in der Vertonung von Nicolas Isouard in Paris aufgeführt wurde und Agatina, ovvero La virtù premiata von Francesco Fiorini, das in der 1814 in der Vertonung von Stefano Pavesi in Mailand aufgeführt wurde. Bereits in Agatina tauchen die nicht im Märchen enthaltenen Figuren Dandini und Alidoro auf, und auch der Pantoffel war bereits ersetzt worden – durch eine Rose.:88
Den Vertrag zu der Oper, die zur Eröffnung der Karnevalssaison 1816/1817 aufgeführt werden sollte,:70 unterzeichnete Rossini am 29. Februar 1816,:75 kurz nach den ersten Aufführungen von Il barbiere di Siviglia.:70 Als Honorar für die Komposition, Einstudierung und Begleitung der ersten drei Aufführungen am Cembalo waren 500 Scudi vorgesehen.:87 Er verließ Rom jedoch wenig später und kehrte erst Mitte Dezember zurück, um die Arbeit an dem Werk aufzunehmen.:70
Über die Wahl des Sujets und die Entstehung des Librettos schrieb Ferretti in seinen Memoiren einen Absatz, der 1898 von Alberto Cametti veröffentlicht wurde. Demnach war ursprünglich eine Oper über den Stoff von Francesca di Foix unter dem Titel Ninetta alla corte vorgesehen – „eine der unmoralischsten Komödien des französischen Theaters“. Aufgrund des problematischen Themas trafen sich der Impresario Cartoni, Rossini, Ferretti und der kirchliche Zensor zwei Tage vor Weihnachten 1816, um über die nötigen Änderungen zu sprechen.:85f Da die Oper dadurch ihres Inhalts beraubt worden wäre, schlug Ferretti 20 bis 30 alternative Themen vor, die aber allesamt entweder zu ernst, zu kostspielig oder für die vorgesehenen Sänger unpassend waren.

„Ich wurde müde, Vorschläge zu machen und murmelte im Halbschlaf mitten beim Gähnen: Cinderella. Rossini, der ins Bett geklettert war, um besser überlegen zu können, setzte sich so gerade auf wie Aligheris Farinata. ‚Würden Sie den Mut haben, mir eine Cinderelle zu schreiben?‘ Ich meinerseits fragte ihn: ,Würden Sie den Mut haben, sie zu komponieren?‘ Er: ,Wann [kann ich] einen Entwurf [haben]?‘ Ich: ‚Wenn ich nicht einschlafe, morgen früh.‘ Rossini: ‚Gute Nacht!‘ Er wickelte sich in seine Bettdecke ein, streckte seine Glieder aus und schlief, wie die Götter bei Homer, friedlich ein. Ich trank noch ein Glas Tee, stimmte dem Preis zu, schüttelte Cartonis Hand und rannte nach Haus.

Dort ersetzte guter Mokka den Jamaica-Tee. Ich lief mit gekreuzten Armen hin und her und kreuz und quer in meinem Schlafzimmer, und als Gott es so wollte und ich das Bild vor mir sah, schrieb ich den Entwurf zu La Cenerentola nieder. Am nächsten Tage sandte ich ihn zu Rossini hin. Er war mit ihm zufrieden.“

Ferretti schrieb weiter, dass die Oper in der ursprünglichen Fassung Angiolina, ossia La Bontà in trionfo heißen sollte. Weil aber die Zensur eine Anspielung an eine zeitgenössische Herzensbrecherin annahm, wurde der Name Angiolina aus dem Titel gestrichen. Er habe das Libretto in 22 Tagen fertiggestellt, während Rossini 24 Tage für die Komposition benötigt habe.:86 Die Komposition der Rezitative und drei der insgesamt sechzehn Musiknummern übernahm Ferretti zufolge der römische Komponist Luca Agolini. Dabei handelt es sich um die Arie des Alidoro „Il mondo è un gran teatro“ (erster Akt, Szene 7), den Chor der Edelleute „Ah! della bella incognita“ (zweiter Akt, Szene 1) und die Arie der Clorinda „Sventurata! mi credea“ (zweiter Akt, Szene 9). Außerdem übernahm Rossini erneut Teile älterer Werke: Die Ouvertüre stammt aus La gazzetta. Ihr Crescendo erscheint erneut im Finale des ersten Aktes.:71 Das Schlussrondo Angelinas „Non più mesta“ ist eine Bearbeitung der letzten Arie Almavivas „Ah il più lieto“ aus Il barbiere di Siviglia.:86f
Für eine Aufführung im römischen Teatro Apollo im Dezember 1820 ersetzte Rossini die von Agolini komponierte Arie Alidoros „Il mondo è un gran teatro“ durch eine eigene Arie („Là del ciel nell’arcano profondo“, erster Akt, Szene 7b), deren Text wie das ursprüngliche Libretto von Ferretti stammt.:87
Bei der Uraufführung am 25. Januar 1817 im Teatro Valle in Rom sangen die Sopranistin Caterina Rossi (Clorinda), die Mezzosopranistin Teresa Mariani (Tisbe), die Altistin Geltrude Righetti-Giorgi (Cenerentola), der Tenor Giacomo Guglielmi (Ramiro) sowie die Bässe Giuseppe de Begnis (Dandini), Andrea Verni (Magnifico) und Zenobio Vittarelli (Alidoro). Die Aufführung war ein Fiasko. Ferretti berichtete von den Ängsten der Ausführenden, die ein extrem schwieriges Werk aufzuführen hatten und eine Verschwörung von Rossinis Gegnern befürchteten: „Außer dem maestro, der bei all seinen stürmischen Premieren die Worte von Horaz adversis rerum immersibilis undis beherzigte, schlug das Herz aller an dem melodramma Teilnehmenden an diesem verhängnisvollen Abend schnell, und der Todesschweiß tropfte von ihren blassen Stirnen.“ Ferretti zufolge waren lediglich das Largo und die Stretta des Quintetts, das Schlussrondo und das Largo des Sextetts erfolgreich. Alle anderen Stücke wurden ignoriert oder ausgepfiffen. Rossini selbst dagegen sei zuversichtlich geblieben und habe anschließend zu ihm gesagt: „Dummköpfe! Bevor der Karneval vorbei ist, wird man sie lieben … Es wird kein Jahr vergehen, bis man sie von Lilibeo bis Dora singen wird, und in zwei Jahren wird man sie in Frankreich gern haben und in England wunderbar finden. Die Impresarios werden um sie kämpfen, und noch mehr die prime donne.“ Schon zwölf Tage nach der Premiere wurde die Oper in den Zeitungen gerühmt und bis zum Ende der Spielzeit mindestens zwanzigmal aufgeführt.:88f
Die Oper verbreitete sich schnell in Italien und hatte schon bald weltweiten Erfolg. Am 15. April 1818 wurde sie in Barcelona aufgeführt, am 8. Januar 1820 am King’s Theatre am Haymarket in London, am 29. August 1820 in deutscher Sprache in Wien, 1822 in Paris, 1825 in Berlin und Moskau, 1826 in Buenos Aires und von der Theatertruppe Manuel Garcías in New York. Im Februar 1844 wurde sie als erste Oper überhaupt in Australien aufgeführt.:430 Noch zu Rossinis Lebzeiten gab es Aufführungen in italienischer, englischer, deutscher, russischer, polnischer, französischer und tschechischer Sprache.:89 Nach Rossinis Tod 1868 ließ die Begeisterung für ein halbes Jahrhundert deutlich nach, aber schon in den 1920er-Jahren gelangte La Cenerentola wieder ins Repertoire der Opernhäuser.
Ab 1830 wurde 15 Jahre lang am Covent Garden in London und in einigen Städten der Vereinigten Staaten eine Pasticcio-Fassung mit dem Titel Cinderella, or The Fairy and the Little Glass Slipper gespielt. Das Libretto war eine Bearbeitung von Ferrettis Text von Michael Rophino Lacy. Die Musik bestand aus Stücken von La Cenerentola, Armida, Maometto II und Guillaume Tell.:439

## Aufnahmen
La Cenerentola ist vielfach auf Tonträger erschienen. Operadis nennt 53 Aufnahmen im Zeitraum von 1948 bis 2009. Daher werden im Folgenden nur die in Fachzeitschriften, Opernführern oder Ähnlichem besonders ausgezeichneten oder aus anderen Gründen nachvollziehbar erwähnenswerten Aufnahmen aufgeführt.
- 1948 (Film, stark gekürzt, erste bekannte Aufnahme): Oliviero de Fabritiis (Dirigent), Fernando Cerchio (Inszenierung), Orchester und Chor des Teatro dell’Opera di Roma. Gino del Signore (Don Ramiro), Afro Poli (Dandini), Vito de Taranto (Don Magnifico), Carmen Fiorella Forti (Clorinda), Fernanda Cadoni (Tisbe), Fedora Barbieri (Angelina/Cenerentola), Enrico Formichi (Alidoro). View s/w VI: NTSC 1401.[14]:15676
- 1953 (stark gekürzt, laut Grove Music Online „one of the most charmingly idiomatic accounts of the opera on record“):[4] Vittorio Gui (Dirigent), Orchester und Chor der Glyndebourne Festival Opera. Juan Oncina (Don Ramiro), Sesto Bruscantini (Dandini), Ian Wallace (Don Magnifico), Alda Noni (Clorinda), Fernanda Cadoni (Tisbe), Marina de Gabarain (Angelina/Cenerentola), Hervey Alan (Alidoro). EMI CD: 7 64183 2.[14]:15679
- 1976 (live vom Royal Opera House Covent Garden, erste Aufnahme der neuen kritischen Ausgabe von Alberto Zedda):[4] Claudio Abbado (Dirigent), Orchester und Chor des Teatro alla Scala Mailand. Luigi Alva (Don Ramiro), Enzo Dara (Dandini), Paolo Montarsolo (Don Magnifico), Margherita Guglielmi (Clorinda), Laura Zannini (Tisbe), Lucia Valentini Terrani (Angelina/Cenerentola), Claudio Desderi (Alidoro). Gala CD: GL 100.544 (2 CD).[14]:15693
- 1992 (Opernwelt-CD-Tipp: „Referenzaufnahme“):[3]:777 Riccardo Chailly (Dirigent), Orchester und Chor des Teatro Comunale di Bologna. William Matteuzzi (Don Ramiro), Alessandro Corbelli (Dandini), Enzo Dara (Don Magnifico), Fernanda Costa (Clorinda), Gloria Banditelli (Tisbe), Cecilia Bartoli (Angelina/Cenerentola), Michele Pertusi (Alidoro). DECCA CD: 436 902 2, DECCA CD: 444 183 2.[14]:15708